# Nina Shivdasani
Nina Shivdasani Rovshen Sugati (auch Nina Sugati SR; * 15. Mai 1946 in Bombay) ist eine indische Bildkünstlerin.

## Leben
Sie ist begann als Malerin, wandte sich jedoch später der Photographie zu, die sie an der School of Visual Arts in New York studierte. Ihr Experimentalfilm Chhatrabhang (dt. Aufführungstitel: Der stürzende Thron) gewann bei der Berlinale 1976 den ersten FIPRESCI-Preis für einen indischen Film. Der achtzigminütige Farbfilm über ein Kasten-Dilemma im ländlichen Indien wurde vom Kameramann Apurba Kishore Bir in zwei Wochen unter Dorfbewohnern gedreht und über ein Jahr von Shivdasani geschnitten. Begleitet wird dieser Dokumentarfilm mit Musik von Edgar Varèse und einem Kommentar, geschrieben von Vinay Shukla und gesprochen von Amrish Puri.
Davor drehte sie bereits vier Kurzfilme und war wahrscheinlich die erste indische Regisseurin von Experimentalfilmen. Ihre Photographien werden in Ausstellungen gezeigt.